# Curgy
Curgy är en kommun i departementet Saône-et-Loire i regionen Bourgogne-Franche-Comté i östra Frankrike. Kommunen ligger i kantonen Autun-Sud som tillhör arrondissementet Autun. År 2022 hade Curgy 1 100 invånare.

## Befolkningsutveckling
Antalet invånare i kommunen Curgy
| Referens: INSEE |